# Бахтамян, Норайр
Норайр Бахтамян (1 ноября 1970; Ереван) — армянский стрелок из пистолета, многократный чемпион Армении, серебряный призёр Кубка мира по стрельбе (2011). Участник 3 Олимпийских игр (2004, 2008 и 2012).

## Биография
Норайр Бахтамян родился 1 ноября 1970 года в Ереване. Увлекаться стрельбой начал с 1985 года. Первые шаги  в спорте делал под руководством Хорена Игитяна.

## Достижения
За все время в спорте многократно становился чемпионом Армении. В 2004 году, на Олимпийских играх в Афинах, в стрельбе на 10 метров занял 4-е место. Через четыре года выступил на Олимпийских играх в Пекине, но неудачно. В 2011 году на розыгрыше Кубка мира в Сиднее, был вторым. В 2012 году дважды занимал четвёртое место на Кубке мира. В феврале этого же года, на зимнем чемпионате Европы в финском городе Верумайки я набрав 679,6 очков, занял 6-е место.